# (38232) 1999 NW55
1999 NW55 (asteroide 38232) é um asteroide da cintura principal. Possui uma excentricidade de 0.13582490 e uma inclinação de 11.78234º.
Este asteroide foi descoberto no dia 12 de julho de 1999 por LINEAR em Socorro.